# Jean Le Tavernier
Pour les articles homonymes, voir Tavernier.
Jean Le Tavernier est un peintre enlumineur actif dans le deuxième tiers du XVe siècle en Flandre. Originaire de la ville d'Audenarde, il est actif auprès du duc Philippe III de Bourgogne pour qui il réalise plusieurs manuscrits. 

## Biographie
Jean Le Tavernier est l'un des rares enlumineurs de cette époque pour lesquels les historiens ont identifié des manuscrits toujours conservés et pour lesquels ils possèdent des sources sur sa vie et ses activités. Il appartient sans doute à une génération de peintres. Trois frères, Gillis de Tavernier de Beeldmaker (documenté de 1428-1452), Geraerd (de 1440-1475) et Jakob (1428-1454) sont mentionnés comme citoyens de la ville flamande d'Audenarde et à plusieurs reprises au service du duc. Jean ou Jan, est sans doute le fils bâtard du dernier, mentionné ainsi en 1450 au moment où il devient membre de la guilde de Saint-Georges de la ville. En 1456, il fait une demande officielle de légitimation auprès des autorités bourguignonnes. En 1458, il épouse Jorine, fille bâtarde elle aussi d'un grand bourgeois de la ville Arend Cabilliau, dont naissent deux fils, Coppin et Arekin. Il décède brutalement et fortement endetté au début de l'année 1462. Ses fils doivent renoncer à son héritage. 

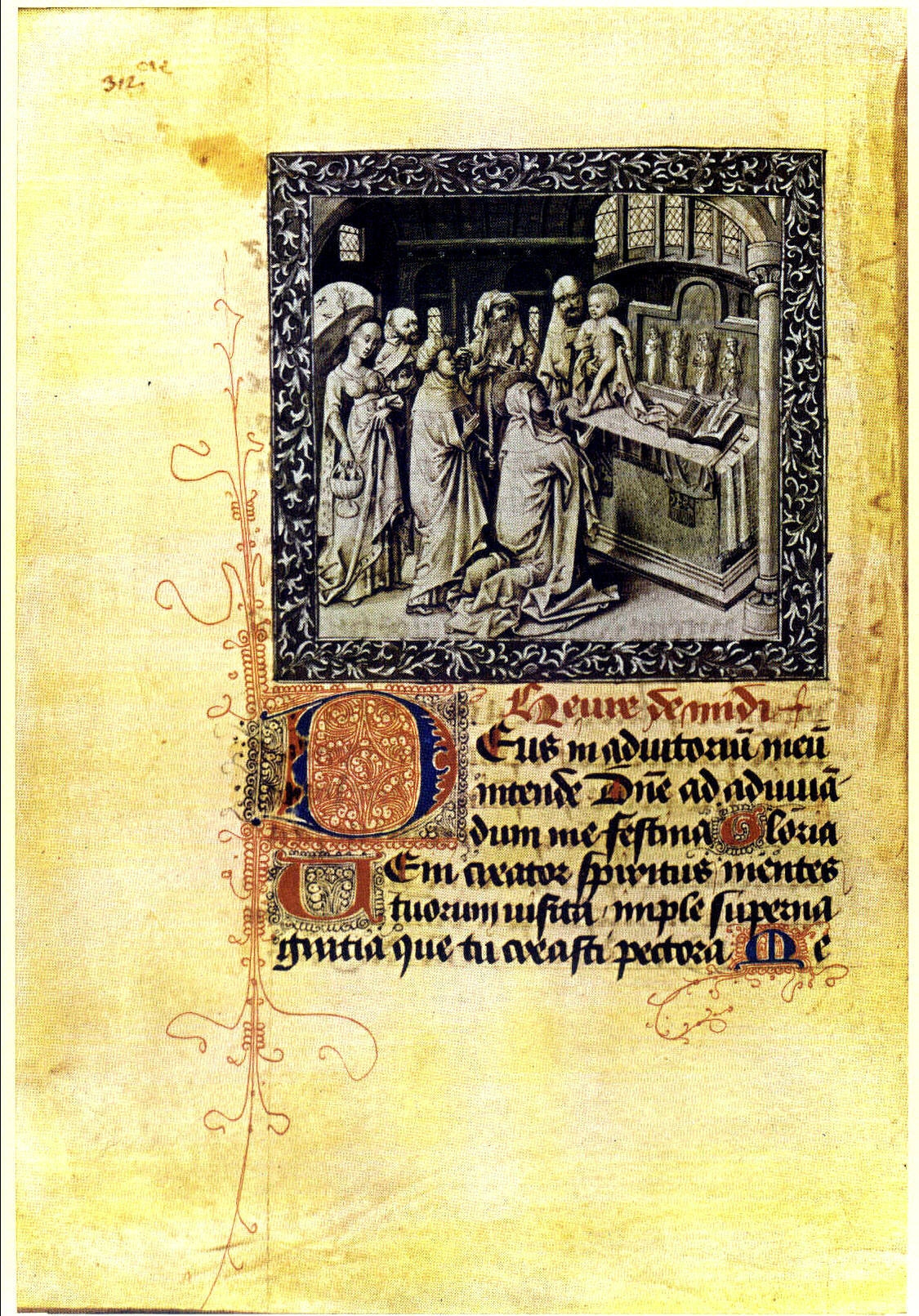
Livre d'heures de Philippe le Bon : présentation du Christ au temple.

Jean Le Tavernier a longtemps été confondu avec un autre Jean Tavernier, reçu franc-maître peintre dans la ville de Tournai en 1434 et qui tente de s'implanter à Gand en 1441. En effet, on a décelé dans sa peinture une influence de Robert Campin, le grand maître de la peinture tournaisienne. Mais aucun manuscrit attribué ne peut être rattaché à une activité à Tournai, contrairement à la ville d'Audenarde. Cette influence campinienne pourrait être plus indirecte : Jean Le Tavernier aurait pu être en apprentissage chez un autre peintre installé à Audenarde, Saladin de Stoevere, petit-neveu de Jan de Stoevere, apprenti de Robert Campin. 
Jean Le Tavernier participe en février 1454 à une délégation audenardaise qui participe à la décoration au banquet du faisan organisé à Lille par Philippe le Bon. Il est mentionné en 1455 dans les comptes des ducs de Bourgogne comme recevant un paiement pour la réalisation de 1200 lettres dorées. Il perçoit cette somme grâce à l'entremise de Jean Miélot, scribe et compilateur qui a réalisé un très grand nombre de livres pour le duc. Les deux hommes collaborent ensemble à la conception d'un grand nombre d'ouvrages, datés entre 1449 et 1461. En 1460, Jean Le Tavernier est rétribué pour la réalisation des grisailles d'un Livre de Charlemagne. C'est cet ouvrage, aujourd'hui conservé à la bibliothèque royale de Belgique, qui a permis l'identification du peintre et d'une partie de son œuvre.

## Œuvres attribuées

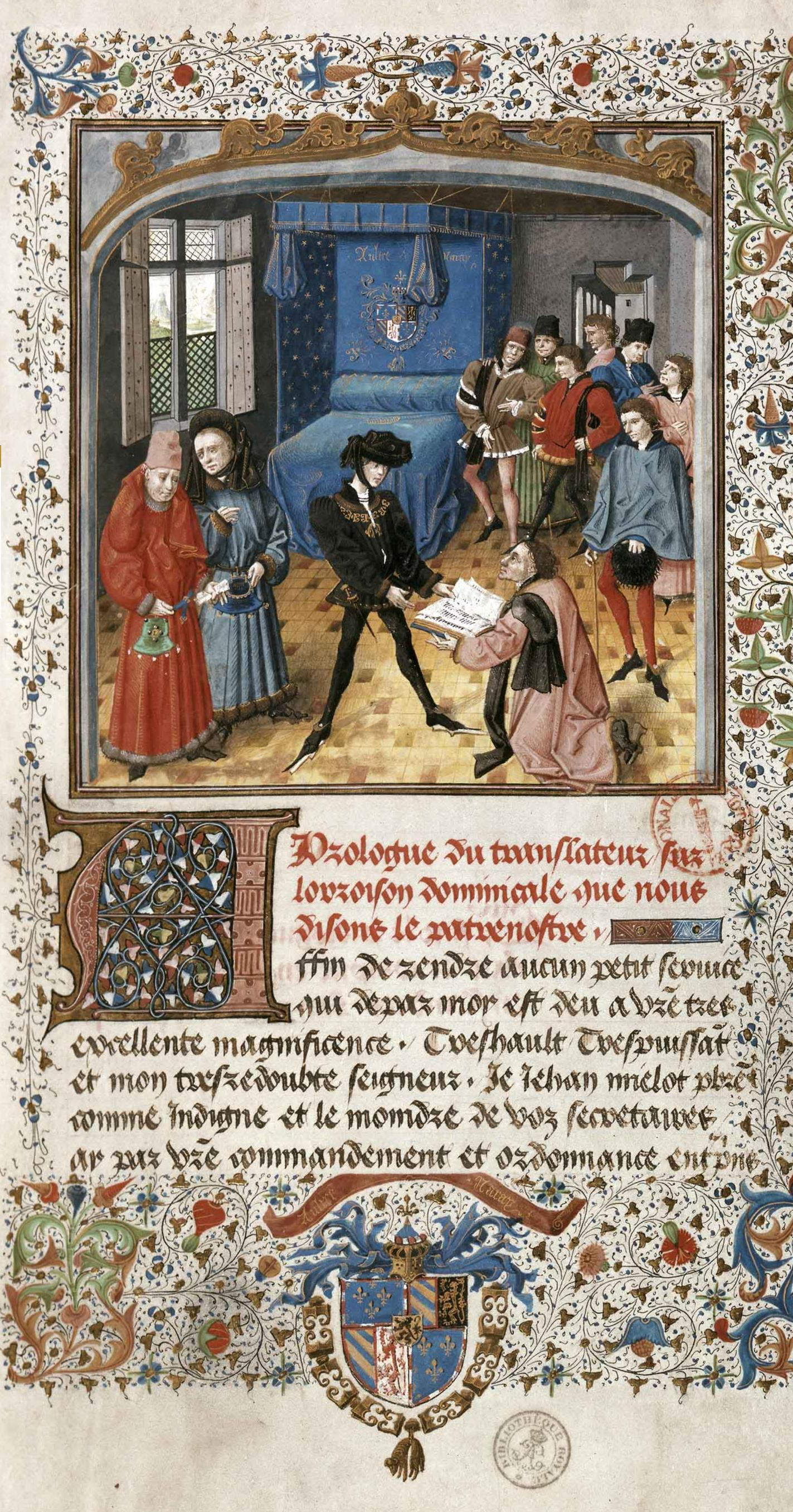
Miniature de dédicace à Philippe le Bon de l'ouvrage de Jean Miélot, Traité sur l'oraison dominicale, Bibliothèque royale de Belgique

Plus de vingt manuscrits lui sont attribués ainsi qu'à son atelier. Les principaux sont : 
- Livre d'heures de Philippe le Bon, Bibliothèque royale (Pays-Bas), vers 1450-1460, 76F2
- Conquestes et croniques de Charlemaine, 1460, deux tomes,  Bibliothèque royale de Belgique (KBR), vers 1458-1460, mss 9066-9068
- Livre d'heures, Bibliothèque royale de Belgique, ms. IV 1290
- Les Miracles de Notre Dame, de Jean Miélot, Bibliothèque nationale de France, Fr 9198
- Traité sur l'oraison dominicale, Jean Miélot, après 1457, KBR, ms. 9092
- Livre d'heures à l'usage de Rome, BNF, NAL 3225 (9 miniatures)
- Bréviaire de Philippe le Bon, partie hiver, KBR, ms 9511
- La Cité de Dieu, Bibliothèque nationale et universitaire (Strasbourg), ms 523
- Missel à l'usage franciscain, Mondovi (Italie), Archivio capitolare
- Advis directif pour faire le passage d’oultre-mer, manuscrit de trois textes latins traduits par Jean Miélot, 3 miniatures à pleine page et 3 à mi-page, Bibliothèque nationale de France